# Przełęcz w Grzybowcu
Przełęcz w Grzybowcu (1310 m, według wcześniejszych pomiarów 1311 m) – przełęcz w Tatrach Zachodnich, oddzielająca Łysanki (1447 m) od Grzybowca. W kierunku zachodnim zbocza spod przełęczy opadają do Doliny Małej Łąki, w kierunku wschodnim do Doliny Grzybowieckiej, dnem której płynie Grzybowiecki Potok (dopływ Strążyskiego Potoku).
Rejon przełęczy zbudowany jest z czerwonych łupków triasowych i jest zalesiony. Przełęczą czasami wędrują niedźwiedzie, w jej rejonie oraz w lasach Grzybowca odbywają tokowiska rzadkie ptaki głuszce.

## Szlaki turystyczne
Na przełęczy rozgałęziają się dwa szlaki biegnące wspólnie z Doliny Strążyskiej:
 – czerwony z Polany Strążyskiej przez Dolinę Grzybowiecką, Przełęcz w Grzybowcu, Grzybowiec i Siodło na Wyżnią Kondracką Przełęcz pod Giewontem.
- Czas przejścia z Polany Strążyskiej na przełęcz: 50 min, ↓ 35 min
- Czas przejścia z przełęczy na Giewont: 1:45 h, ↓ 1:20 h

 – znakowana czarno Ścieżka nad Reglami (odcinek z Polany Strążyskiej przez Przełęcz w Grzybowcu do Doliny Małej Łąki).
- Czas przejścia z Polany Strążyskiej na przełęcz: 50 min, ↓ 35 min
- Czas przejścia z przełęczy na Wielką Polanę Małołącką: 20 min, ↑ 30 min